# HMH-461
461ème Escadron d'hélicoptères lourds (USMC)
Le Marine Heavy Helicopter Squadron 461 (ou HMH-461) est un escadron d'hélicoptère de transport  du Corps des Marines des États-Unis composé d'hélicoptères CH-53K King Stallion. L'escadron, connu sous le nom de "Ironhorse" est basé à la Marine Corps Air Station New River, en Caroline du Nord. Il est sous le commandement du Marine Aircraft Group 29 (MAG-29) et de la 2nd Marine Aircraft Wing (2nd MAW). 
Le code de queue de l'escadron est "CJ". Avec sa lignée commençant en 1944, le HMH-461 est le plus ancien escadron d'hélicoptères de transport lourd actif du Corps des Marines.

## Mission
Assurer le transport de soutien d'assaut des troupes de combat, des fournitures et de l'équipement lors d'opérations expéditionnaires, interarmées ou combinées à l'appui des opérations de la Force tactique terrestre et aérienne des Marines.

## Historique

### Origine
Le Marine Fighting Squadron 461 (VMF-461) a été mis en service le 15 mars 1944 à la Marine Corps Air Station El Centro, en Californie, dans le cadre du Marine Aircraft Group 43 (en) (MAG-43). L'escadron nouvellement formé a piloté le Vought F4U Corsair et son indicatif était "Red Raider" avec un insigne d'escadron représentant un Viking à barbe rouge. En janvier 1945, l'escadron a été transféré à la Marine Corps Air Station El Toro, affecté au Marine Aircraft Group 46 (en) (MAG 46) et désigné comme escadron d'entraînement de remplacement pour le reste de la guerre.Il a été décommissionné en septembre 1950.

### Réactivation

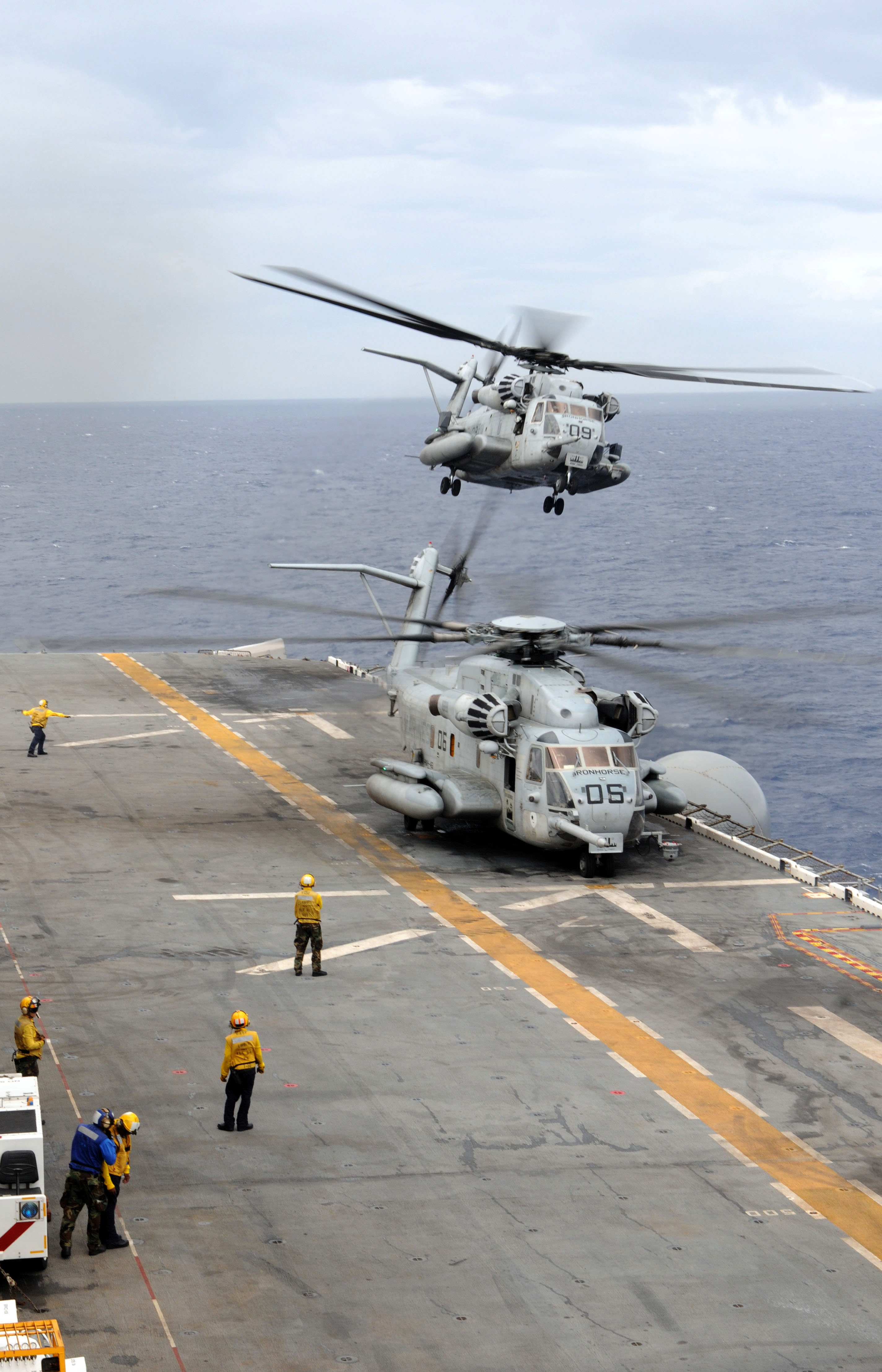
Super Stallion du HMH-461 en 2009

En janvier 1957, l'escadron a été réactivé à la Marine Corps Air Station New River, en Caroline du Nord, sous le nom de Marine Helicopter Transport Squadron (Medium) 461, HMR(M)-461, affecté au Marine Aircraft Group 26 (MAG-26). L'escadron était équipé avec le HR2S-1 (plus tard désigné sous le nom de CH-37 Mojave), alors le plus récent et le plus grand hélicoptère du Corps des Marines. 
Dans le cadre du programme spatial américain en 1961, le HMR(M)-461 a participé en tant que principal véhicule de récupération pour les lancements de fusées-sondes Aerobee de la NASA à Wallops Island, en Virginie. 
En février 1962, le HMR(M)-461 a été renommé Marine Heavy Helicopter Squadron-461 (HMH-461)et a été doté du CH-53 D Sea Stallion à partir de 1970, puis du CH-53E Super Stallion de 1988 à 2021. Depuis 2022, il est équipé du CH-53K King Stallion

### Service

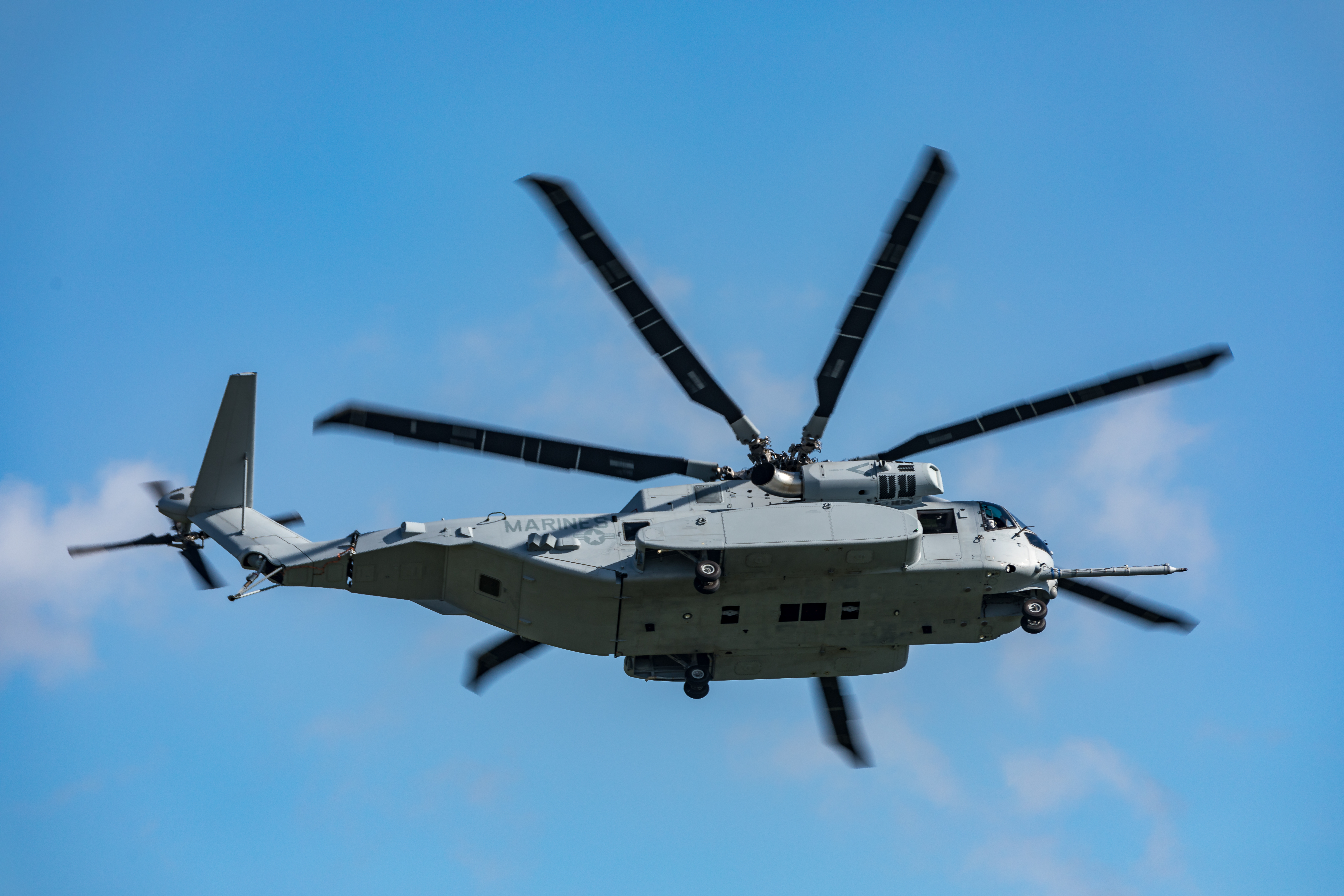
King Stallion

- 1991 - Opération Tempête du désert (Guerre du Golfe)
- 1991 - Operation Eastern Exit (en) (Somalie)
- 1997 - Operation Guardian Retrieval (en) (Zaire)
- 1997 - Operation Noble Obelisk (en) (Sierra Leone)
- 2002 - Combined Joint Task Force – Horn of Africa (en) (déploiement à Djibouti)
- 2010 - Operation Unified Response (Haïti)
- 2013 - Opération Enduring Freedom (Guerre d'Afghanistan)